# Чемпионат Кюрасао по футболу
Чемпионат Кюрасао по футболу (фр. Curaçao Promé Divishon) — высший футбольный дивизион на острове Кюрасао, который входит в состав Королевства Нидерландов. Контролируется Федерацией футбола Кюрасао, являющейся членом ФИФА и КОНКАКАФ.
Впервые чемпионат Кюрасао был проведён в 1921 году среди 8 команд в формате турнира на выбывание. В финале, который прошёл 31 августа в честь дня рождения королевы Вильгельмины, «Спарта» и «Джулиана» сыграли в нулевую ничью. Поэтому 11 сентября был проведён второй матч, где победу одержала «Спарта» со счётом 2:1.
С 1941 по 2010 год лучшие клубы Кюрасао выступали в чемпионате Нидерландских Антильских островов с представителями Арубы и Бонайре. Команды из Кюрасао доминировали на турнире, выиграв 44 из 46 розыгрышей.
Действующим чемпионом Кюрасао является «Йонг Холланд», завоевавшем свой 17-й трофей в 2022 году. Наибольшее число побед в чемпионате принадлежит клубу СУБТ Виллемстад, в активе которого 18 титулов. Участниками сезона 2023/24 являлись 10 клубов. Чемпион Кюрасао получает право сыграть в CFU Club Shield

## Победители
- 1921 — Спарта
- 1921/22 — Джулиана
- 1922/23 — Спарта
- 1924/25 — Спарта
- 1925/26 — Йонг Холланд
- 1926/27 — ДФК
- 1928 — Йонг Холланд
- 1929 — Асьенто
- 1930 — Асьенто
- 1931 — Фольхардинг
- 1932 — Йонг Холланд
- 1933 — Трансвааль
- 1934/35 — Асьенто
- 1935/36 — Йонг Холланд
- 1936/37 — Расинг
- 1937/38 — Йонг Холланд
- 1938 — СУБТ Виллемстад
- 1940 — Йонг Холланд
- 1940-42 — СУБТ Виллемстад
- 1942/43 — Индепендьенте
- 1943/44 — Йонг Холланд
- 1944-46 — СУБТ Виллемстад
- 1947 — СУБТ Виллемстад
- 1948/49 — Йонг Холланд
- 1949/50 — Йонг Холланд
- 1950/51 — СУБТ Виллемстад
- 1951/52 — СУБТ Виллемстад
- 1952/53 — Йонг Холланд
- 1953/54 — СУБТ Виллемстад
- 1955/56 — СУБТ Виллемстад
- 1956 — СУБТ Виллемстад
- 1958/59 — СУБТ Виллемстад
- 1959/60 — Йонг Холланд
- 1960/61 — Ситок
- 1961/62 — Ситок
- 1962/63 — Вендам
- 1963/64 — Йонг Коломбия
- 1964/65 — Шерпенхойвель
- 1965/66 — Йонг Коломбия
- 1966/67 — Йонг Коломбия
- 1967/68 — Йонг Коломбия
- 1968/69 — Шерпенхойвель
- 1969/70 — Йонг Коломбия
- 1971/72 — СУБТ Виллемстад
- 1973 — Йонг Коломбия
- 1974/75 — Йонг Коломбия
- 1976 — Йонг Коломбия
- 1976/77 — СУБТ Виллемстад
- 1978 — Йонг Холланд
- 1979 — СУБТ Виллемстад
- 1980 — СУБТ Виллемстад
- 1981 — Йонг Холланд
- 1982 — СУБТ Виллемстад
- 1983 — СУБТ Виллемстад
- 1984 — СУБТ Виллемстад
- 1985 — СУБТ Виллемстад
- 1986 — Ситок
- 1987 — Сентро Домингито
- 1988 — Йонг Коломбия
- 1989 — Ситок
- 1990/91 — Ситок
- 1991 — Ситок
- 1992 — Ситок
- 1993 — Ситок
- 1994 — Йонг Коломбия
- 1995/96 — Ситок
- 1996 — Унион Депортива
- 1997 — Унион Депортива
- 1998/99 — Йонг Холланд
- 2000 — Йонг Коломбия
- 2001/02 — Барбер
- 2002/03 — Барбер
- 2003/04 — Барбер
- 2004/05 — Барбер
- 2005/06 — Унион Депортива
- 2006/07 — Барбер
- 2007/08 — Унион Депортива
- 2009 — Хубентут Фортуна
- 2009/10 — Хубентут Фортуна
- 2010/11 — Хубентут Фортуна
- 2012 — Сентро Домингито
- 2013 — Сентро Домингито
- 2014 — Барбер
- 2015 — Сентро Домингито
- 2016 — Сентро Домингито
- 2017 — Сентро Домингито
- 2017/18 — Йонг Холланд
- 2018/19 — Веста
- 2019/20 — Шерпенхойвель
- 2021 — Йонг Холланд
- 2022 — Йонг Холланд

## Победители по клубам
| Клуб             | Побед | Последний |
| ---------------- | ----- | --------- |
| СУБТ Виллемстад  | 18    | 1985      |
| Йонг Холланд     | 17    | 2022      |
| Йонг Коломбия    | 11    | 2000      |
| Ситок            | 9     | 1995/96   |
| Барбер           | 6     | 2014      |
| Сентро Домингито | 6     | 2017      |
| Унион Депортива  | 4     | 2007/08   |
| Асьенто          | 3     | 1934/35   |
| Хубентут Фортуна | 3     | 2010/11   |
| Шерпенхойвель    | 3     | 2019/20   |
| Спарта           | 3     | 1924/25   |
| ДФК              | 1     | 1926/27   |
| Индепендьенте    | 1     | 1942/43   |
| Джулиана         | 1     | 1921/22   |
| Расинг           | 1     | 1936/37   |
| Трансвааль       | 1     | 1933      |
| Вендам           | 1     | 1962/63   |
| Веста            | 1     | 2018/19   |
| Фольхардинг      | 1     | 1931      |